# Tu Vũ (xã)
Tu Vũ là một xã thuộc huyện Thanh Thủy, tỉnh Phú Thọ, Việt Nam.

## Địa lý
Xã Tu Vũ nằm ở phía nam huyện Thanh Thủy, có vị trí địa lý:
- Phía đông giáp thành phố Hà Nội
- Phía tây và phía nam giáp huyện Thanh Sơn
- Phía bắc giáp huyện Thanh Sơn và xã Đồng Trung.

Xã Tu Vũ có diện tích 25,52 km², dân số năm 2018 là 9.805 người, mật độ dân số đạt 384 người/km².

## Lịch sử
Địa bàn xã Tu Vũ hiện nay trước đây vốn là ba xã: Phượng Mao, Tu Vũ, Yến Mao.
Trước khi sáp nhập, xã Tu Vũ có diện tích 4,82 km², dân số là 2.540 người, mật độ dân số đạt 527 người/km². Xã Phượng Mao có diện tích 7,75 km², dân số là 3.073 người, mật độ dân số đạt 397 người/km². Xã Yến Mao có diện tích 12,95 km², dân số là 4.192 người, mật độ dân số đạt 324 người/km².
Ngày 17 tháng 12 năm 2019, Ủy ban Thường vụ Quốc hội ban hành Nghị quyết 828/NQ-UBTVQH14 về việc sắp xếp các đơn vị hành chính cấp xã thuộc tỉnh Phú Thọ (nghị quyết có hiệu lực từ ngày 1 tháng 1 năm 2020). Theo đó, sáp nhập toàn bộ diện tích và dân số của hai xã Phượng Mao và Yến Mao vào xã Tu Vũ.
Nơi đây đã xảy ra Trận Tu Vũ (1952) trong Chiến tranh Đông Dương.